# Rolf Krause (Maler)
Rolf Krause (* 18. August 1908 in Dresden; † 11. Februar 1982 ebenda) war ein deutscher Maler.

## Leben
Rolf Krause wurde als Sohn eines Beamten geboren und zeigte als Kind Begabungen für Musik, Zeichnen und Schreiben. Von 1926 bis 1933 studierte er an der Kunsthochschule Dresden und war hier Meisterschüler von Max Feldbauer und Ludwig von Hofmann. Ab 1933 war er in Dresden freiberuflich tätig. Er war Mitglied der Reichskammer der bildenden Künste. Für die Zeit des Nationalsozialismus ist seine Teilnahme an acht großen Ausstellungen sicher belegt. Er schuf Auftragswerke und vor allem Porträts. Bei den Luftangriffen auf Dresden wurde sein Atelier zerstört.
Ab 1940 nahm Krause als Soldat der Wehrmacht am Zweiten Weltkrieg teil und wurde mehrfach schwer verletzt.
Ab Mitte 1946 begann der Schwerbeschädigte wieder mit seiner künstlerischen Arbeit und nahm an der ersten Nachkriegskunstausstellung Dresdens teil. Gemeinsam mit Siegfried Donndorf und Ewald Schönberg gründete er 1947 die Künstlergruppe Das Ufer, zu der auch Gerhard Augst, Rudolf Bergander, Rudolf Nehmer, Karl Erich Schaefer und Fritz Skade gehörten. Die Gruppe war bis 1952 aktiv. Krause war an Aufbau und Eröffnung von 47 Betriebsausstellungen der Gruppe beteiligt. Für die 2. Deutsche Kunstausstellung 1949 schuf Krause im Rahmen der „Wandbildaktion“ gemeinsam mit Alfred Hesse und Heinz Hamisch das Wandbild Stahlwerk Riesa. Von 1947 bis 1949 verfasste er kulturpolitische Beiträge für die Sächsische Zeitung. Über vier Jahre war er Mitglied des Vorstands der Genossenschaft Kunst der Zeit. Rolf Krause war auch in Leitungsfunktionen im Kulturbund der DDR und dem Verband Bildender Künstler der DDR tätig.
In den 1950er Jahren widmete sich Krause in seinen Werken vor allem der Darstellung von Wegen, Straßen und Schienensträngen, wobei er sich zunächst großformatiger Holzschnitte in Schwarzweiß bediente. Die Holzschnitte wirkten blockhaft und klar. Zum Ende der 1950er Jahre ergänzte er dies mit Ton- und Farbholzschnitten sowie Pastellen und Tafelbildern, bis in den 1960er Jahren die Tafelbilder dominierten. Durch Reproduktionen seiner Werke und diverse Ausstellungen erlangt er in der DDR größere Bekanntheit. Thematisch widmet er sich Landschaftsdarstellungen, wobei auch weiterhin Verkehrsanlagen, aber auch Urlaubsmotive eine Rolle spielten. Er sucht verborgene Schönheit im Alltäglichen und bedient sich einer schlichten Darstellungsform.
Von 1955 bis 1962 arbeitete er als Dozent an der Arbeiter-und-Bauern-Fakultät für bildende Kunst. Ab 1963 war er im Rahmen eines Vertrages beim Kraftverkehrskombinat Dresden in der Brigade Bertolt Brecht freischaffend tätig. Von 1965 bis 1968 war er Lehrbeauftragter an der Abendschule der Hochschule für Bildende Künste.
Im 1967 entstandenen Bild 14. Februar 1945 stellt er das Kriegsleid dar. Ihn bewegten Gedanken des Umweltschutzes und der Schönheit der Natur, so dass er sich der Darstellung von Landschaftsschutzgebieten und, für die offizielle Kunst der DDR eher ungewöhnlich, der Gefährdung der Schutzgebiete widmet. In seinem Werk Vision Bezirk Cottbus stellte er 1971 die bedrohlich wirkende Technisierung der Umwelt eindringlich dar.

## Auszeichnungen
1959 erhielt Rolf Krause die Medaille für ausgezeichnete Leistungen. Gemeinsam mit der Brigade Bertolt Brecht erhielt er zwischen 1965 und 1973 mehrmals die Auszeichnung als Kollektiv der sozialistischen Arbeit. 1967 wurde ihm der Martin-Andersen-Nexö-Kunstpreis der Stadt Dresden verliehen. Es folgte 1968 die Johannes-R.-Becher-Medaille in Silber, die Ehrennadel des Kulturbundes 1969, die Verdienstmedaille der DDR 1975 und schließlich 1978 die Johannes-R.-Becher-Medaille in Gold.

## Fotografische Darstellung Krauses
- Heinz Märker: Rolf Krause bei der Arbeit an einem Bild[3]

## Museen und öffentliche Sammlungen mit Werken Krauses (unvollständig)
- Dresden: Galerie Neue Meister[4]
- Dresden: Sächsischer Kunstfonds[4]
- Köln: Museum Ludwig

## Weitere Werke (Auswahl)

### Tafelbilder
- Pilze[5]
- Sommersdorf in Mecklenburg[6]

- Erholung im Winter (1952; ausgestellt 1953 auf der Dritten Deutschen Kunstausstellung)[7]

- Frühjahrslandschaft (Öl; ausgestellt 1962/1963 auf der Fünften Deutschen Kunstausstellung)[8]

### Druckgrafik
- Tauwetter (Radierung; 1947 auf der Ersten Ausstellung Dresdner Künstler)[9]

- Drei Bäume (Radierung; 1948 auf der Frühjahrsausstellung der Gruppe „Das Ufer“ im Stadtmuseum Bautzen)[10]

- Krug – Schüssel – Netz (Holzschnitt; 1951 auf der Ausstellung der Gruppe „Das Ufer“ in Dresden)[11]

- Rügenküste (Holzschnitt; im Bestand des Museums Ludwig, Köln)[7]

- Krieg oder Frieden (Zyklus von Radierungen, 1952; auf der Dritten Deutschen Kunstausstellung)[7]
- Wege und Straßen (Zyklus von Holzschnitten; auf der Vierten Deutschen Kunstausstellung)[12]

## Ausstellungen (unvollständig)

### Ausstellungsbeteiligungen in der Sowjetischen Besatzungszone bzw. der DDR
- 1946, 1949, 1958/1959, 1962/1963 und 1982/1983: Dresden, Allgemeine Deutsche Kunstausstellung, 2., Vierte und Fünfte Deutsche Kunstausstellung und IX. Kunstausstellung der DDR
- 1947 Dresden, Klubhaus des Kulturbundes zur Demokratischen Erneuerung Deutschlands („Erste Ausstellung Dresdner Künstler“)
- 1958: Berlin, Akademie der Künste (Jahresausstellung)
- 1974: Erfurt („Kunst für uns“)
- 1972, 1974 und 1979: Dresden, Bezirkskunstausstellungen

### Postume Ausstellungen
- 1983: Dresden, Galerie Kunst der Zeit (mit Gerhard David)
- 1984: Dresden, Pretiosensaal des Schlosses („Das Ufer“)
- 1985: Dresden, Bezirkskunstausstellung
- 1985: Erfurt, Gelände der Internationalen Gartenbauausstellung („Künstler im Bündnis“)